# Мікроспорангій

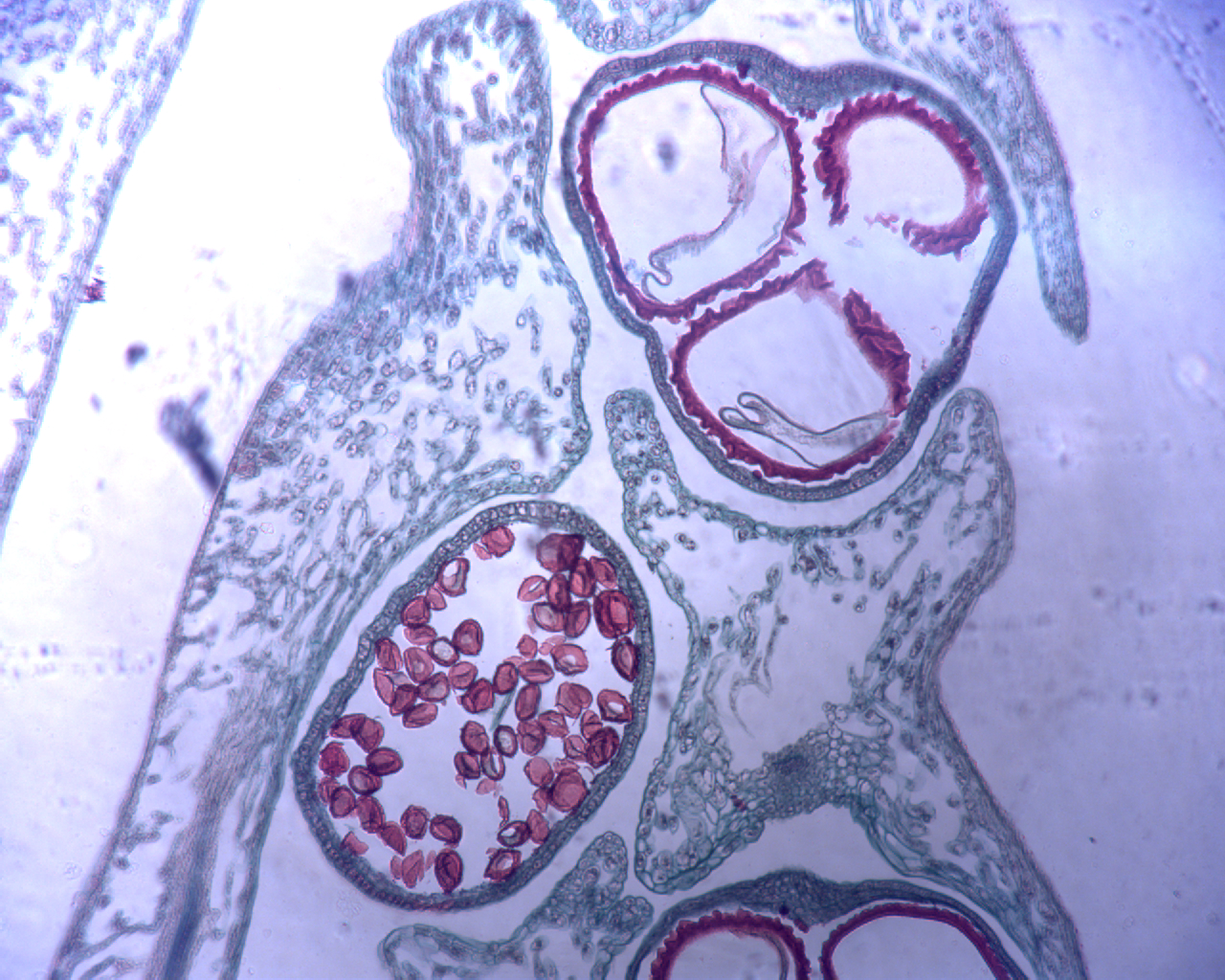
Мікрофотографія спорангія Selaginella. Мікроспори — це дрібні червоні клітини у нижній половині знімка, макроспори це великі червоні диски у верхній половині. Зелений мішок навколо спор — це спорангій

Мікроспорангій (лат. microsporangium; від грец. mikros — малий, маленький, spora — насіння і angeion — посудина, ємність) — багатоклітинний орган гетероспорових вищих рослин, в якому розвиваються мікроспори; у квіткових рослин — це гніздо пиляка.
У плаункових мікроспорангії розташовані або по одному в пазухах мікроспорофілів, або сидять по одному на їх верхній стороні; у молодильникових вони занурені в спеціальні порожнини. У деяких вимерлих папоротей мікроспорангії сиділи на нижньому боці спорофілів. У водяних папоротей мікроспорангій утворюється у спорокарпіях; у сальвінії у мікроспорангії дозріває по 64 мікроспори, у марсилії — по 32 або 64. У голонасінних мікроспорангії розвиваються на мікроспорофілах по одному (деякі гнетуми), частіше по кілька і сидять поодиноко (хвойні), сорусами (саговники, гінкго) або утворюючи синангії (вимерлі кейтонієві, бенетити, сучасні ефедри, вельвічія).